# オルスタエンタテインメント
オルスタエンタテインメントは日本の芸能事務所。2002年（平成14年）4月にヴァーサタイルエンタテインメントとして設立、2010年（平成22年）1月に現在の社名変更、オルスタエンタテインメントとし渋谷区に移転。
2010年（平成22年）12月31日タレントマネージメント部門を撤退（解散）した。
2025年（令和7年）7月に株式会社ヴァーサタイルエンタテインメントとして称号を統一しマネージメント及びエンタテインメントの企画制作活動を再開した。

## 概要
- 社名 株式会社ヴァーサタイルエンタテインメント
- 代表取締役　堀川和寿
- 設立　2002年4月1日

## かつて所属していたタレント
＊ 2010年12月時まで所属していたタレント。

### 男性
- 倉貫匡弘（現所属：オフィスキール）
- 村井良大（現所属：ウェーブマスター）
- 平野良（現所属：ウェーブマスター）
- 加藤真央
- 榎本悠輝
- 田邉明宏（現所属：ウェーブマスター）
- 山本侑平（現所属：ウェーブマスター）
- 森田猛虎（現所属：K.B.S.Project）
- 林載憲
- 石毛誓也
- 仔羊エルマー（現所属：ベルジーエンタテインメント）
- 菊池健彦
- 小日向孝夫
- 畑澤和也（現所属：有限会社ミリオンエンタテイメント 代表取締役）
- ヒジキ（漫画家）
- イムジェホン

### 女性
- 福井裕佳梨（現所属：ウェーブマスター）
- 茂呂真紀子（現所属：ベルジーエンタテインメント）
- 平良綾野（現所属：プロダクション・タンク）
- 稲村梓（現所属：フリー）
- 藍川りの（現所属：Claudia）
- 藤堂さわこ
- たると
- 佐々木愛
- 村田あゆみ（活動休止中）
- 向美苗子
- 田中愛子（料理研究家）
- 音宮つばさ（現所属：ミントボイス）

### 撤退前に離籍したタレント
- 工藤あさぎ（サンズエンタテインメント移籍後、2012年引退）
- 勝村美香（育児のため離籍、その後はアスタリスクに所属し芸能界に復帰）
- 水野愛日（カレイドスコープ、フリーを経て、EARLY WINGに移籍）
- 鵜飼真帆（カートプロモーション、フリーを経て、セントラルに移籍）
- IZAM（サンミュージックプロダクション移籍）
- 今井優（元AKB48チームK）
- 石原朋香
- プリンセス天功（その後、森企画事務所から吉本興業へ移籍）
- 倉貫まりこ（引退）
- 小倉星羅（フリップアップに移籍）
- 有川知里（ホットラインプロモーションに移籍）